# Kétszínű csészegombácska
A kétszínű csészegombácska (Capitotricha bicolor) a Hyaloscyphaceae családba tartozó, Európában és Észak-Amerikában honos, lombos fák elhalt, korhadó  ágain élő, nem ehető gombafaj. 

## Megjelenése
A kétszínű csészegombácska termőteste 1-2 (3) mm széles, kb. 1,5 mm magas. Fiatalon gömb alakúak, zártak, éretten csészeszerűen kinyílnak. Tönkje nincs vagy rövid,  kb. 0,3 mm magas. A belső termőréteg sárgás-narancssárgás színű. A termőtest külső oldala bozontos, hófehér szőrrel fedett. A csésze nedves időben nyílik ki, szárazság esetén fehér gömböcskévé zsugorodik.
Húsa vékony, fehéres színű. Íze és szaga nem jellegzetes.
Spórapora fehér. Spórája egyenes vagy görbült orsó alakú, mérete 7-10 x 1-2 µm.

### Hasonló fajok
A zöldes hajascsészegomba hasonlíthat hozzá.

## Elterjedése és termőhelye
Európában és Észak-Amerikában honos.  
Lombos fák (éger, fűz, tölgy stb.) vagy bokrok (pl. málna) elhalt, korhadó ágain él, gyakran vízközelben. Többnyire csoportosan jelenik meg. Tavasztól őszig terem megfelelő nedvesség esetén.

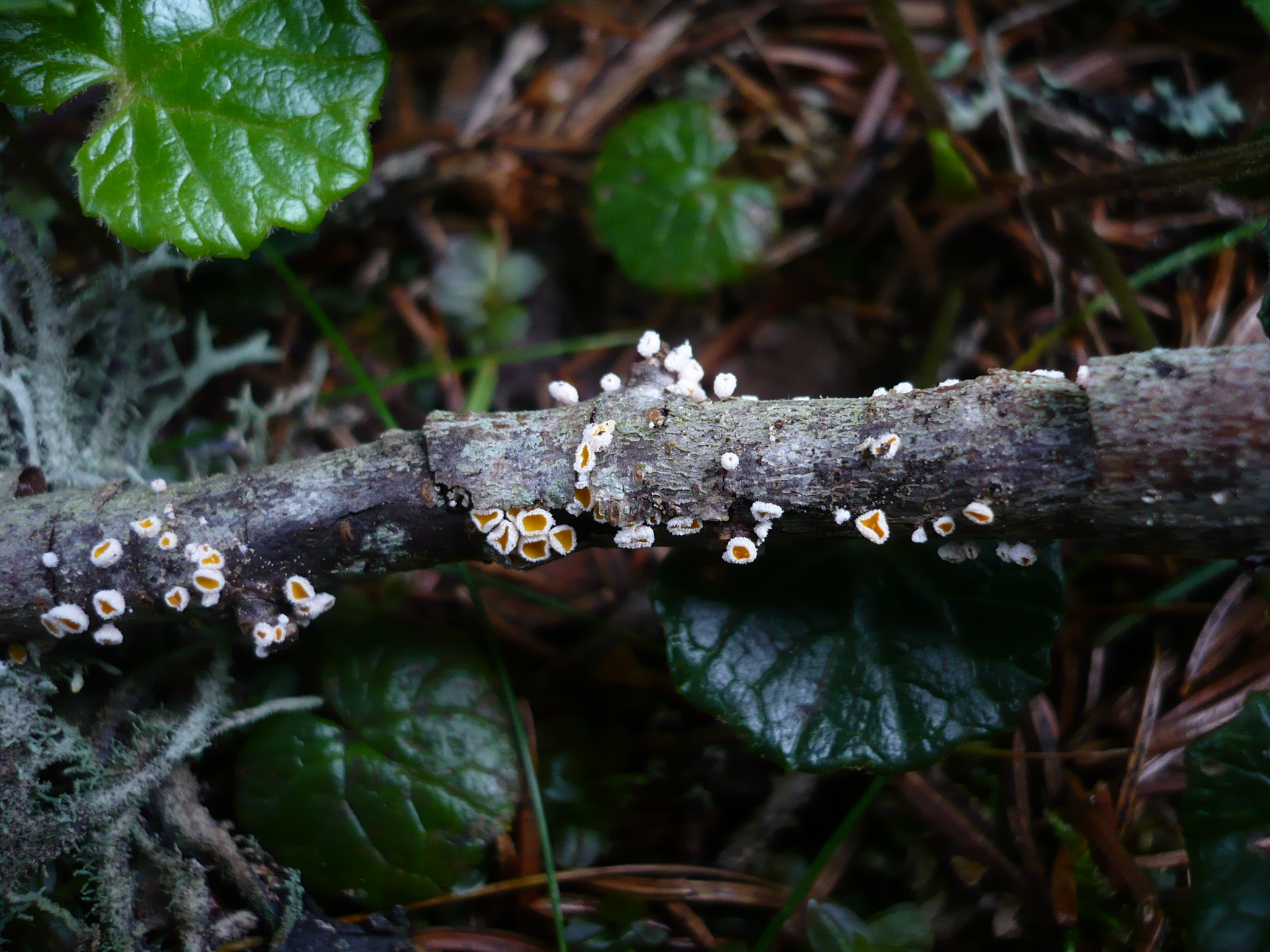
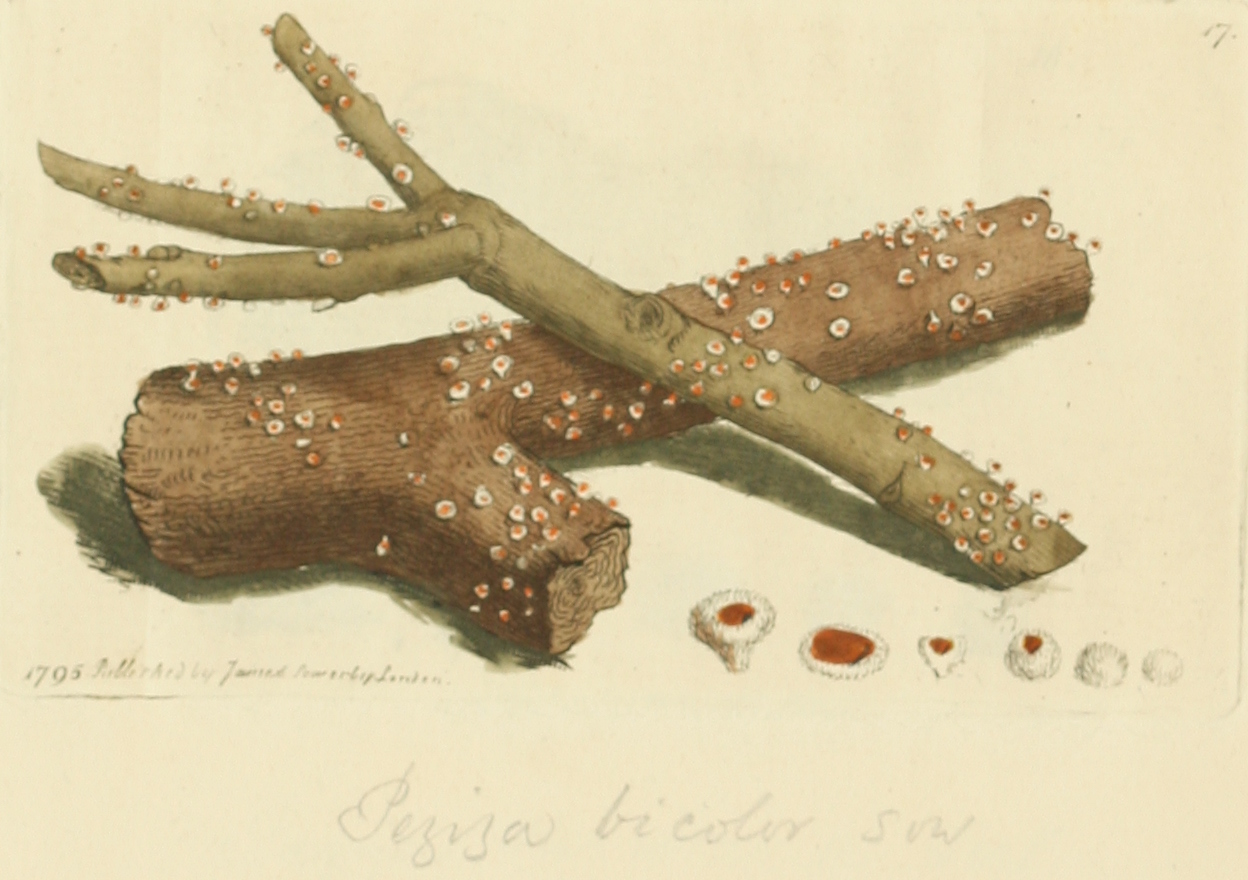

Nem ehető.  